# Баранова, Александра Егоровна
Александра Егоровна Баранова (в девичестве Кошкина; 1929, с. Шарап, Прокопьевский район, Сибирский край, СССР — ?) — звеньевая колхоза «Красный партизан» Прокопьевского района Кемеровской области, Герой Социалистического Труда (1949).

## Биография
Родилась в 1929 году в селе Шарап Прокопьевского района Сибирского края (ныне Кемеровская область).
Окончив четырёхлетку во время Великой Отечественной войны, устроилась на работу в колхоз «Красный партизан»: пахать, сортировать зерно для сева.
В 1948 году возглавила новосозданное комсомольско-молодёжное звено из 6 (впоследствии 12) полеводов. За высокие показатели при уборке урожая 1947 года награждена орденом Ленина.
Указом Президиума Верховного Совета СССР от 25 февраля 1949 года «за получение высоких урожаев пшеницы при выполнении колхозом обязательных поставок и контрактации по всем видам сельскохозяйственной продукции, натуроплаты за работу МТС в 1948 году и обеспеченности семенами всех культур в размере полной потребности для весеннего сева 1949 года» удостоена звания Героя Социалистического Труда с вручением ордена Ленина и золотой медали «Серп и Молот».
В 1980-е годы вышла на пенсию. Избиралась депутатом Лучшевского сельского совета (1948), делегатом XI съезда ВЛКСМ (1949). Награждена 2 орденами Ленина (13.06.1948, 25.02.1949), медалями.